# جيمس هاربر
جيمس هاربر (بالإنجليزية: James Harper)‏ (و. 1948 – م) هو ممثل، وممثل تلفزيوني، من الولايات المتحدة الأمريكية، ولد في بيل، لوس أنجليس، كاليفورنيا.

## التعليم
تعلم في مدرسة جوليارد.

## وصلات خارجية
- جيمس هاربر على موقع IMDb (الإنجليزية)
- جيمس هاربر على موقع ألو سيني (الفرنسية)
- جيمس هاربر على موقع أول موفي (الإنجليزية)
- جيمس هاربر على موقع قاعدة بيانات الأفلام السويدية (السويدية)
- جيمس هاربر على موقع قاعدة بيانات الفيلم (الإنجليزية)
- جيمس هاربر على موقع كينوبويسك (الروسية)